# Deutsche Bundesbank
O Deutsche Bundesbank (em português,  Banco Federal Alemão) é o banco central da República Federal da Alemanha e, como tal, faz parte do Sistema Europeu de Bancos Centrais (SEBC). A instituição considerada durante muito tempo a mais confiável da Alemanha perdeu sua principal função com a introdução do euro. Devido à sua força e porte, o Bundesbank é o membro mais influente do SEBC. A Deutsche Bundesbank esta localizado num edifício de concreto com 13 andares em Frankfurt do Meno.

## Historia
O passado do Banco Central Alemão é glorioso. Mesmo em conflito com chefes de governo e ministros das Finanças, a instituição conseguiu impor uma política independente de juros durante décadas. Foi isso que a tornou um modelo para o Banco Central Europeu. Outro mérito do Bundesbank foi a introdução do euro como moeda corrente em 1 de janeiro de 2002. A maior operação de conversão monetária da história foi administrada com maestria logística. Empresas de transporte distribuíram, na passagem do ano, cerca de 71.500 toneladas de moedas e 2,5 bilhões de cédulas aos clientes.ref>Banco Central Alemão comemora 50 anos. dw.de. pagina visitada em 11 de Abril 2015</ref> É às vezes referido como Buba (redução de Bundesbank). Seu presidente desde 2010 é Jens Weidmann.
O Bundesbank foi criado em 1957 e sucedeu o Bank Deutscher Länder, que introduziu o marco alemão em 20 de Junho de 1948. Até o euro ser fisicamente introduzido em 2002, o Deutsche Bundesbank ainda era o banco central do antigo Deutsche Mark. Era a instituição que mais contava com a confiança dos alemães. "Nem todos os alemães crêem em Deus, mas todos acreditam no Bundesbank", disse Jacques Delors, na presidência da União Europeia, em 1992.
O Deutsche Bundesbank foi o primeiro banco central a ter total independência, levando este tipo de banco central a ser referido como o "modelo Bundesbank ", à diferença, por exemplo, do "modelo  Nova Zelândia", que tem metas estabelecidas pelo governo ( metas de inflação, por exemplo).
Ao longo da segunda metade do século XX, o Bundesbank foi muito respeitado por sua eficiência no controle da inflação. Isso fez com que o marco alemão fosse uma das moedas mais respeitados  e o Bundesbank tivesse uma influência indireta substancial em muitos países europeus.